# Lutica nicolasia
Lutica nicolasia là một loài nhện trong họ Zodariidae.
Loài này thuộc chi Lutica. Lutica nicolasia được Willis J. Gertsch miêu tả năm 1961.